# Romantikfilm

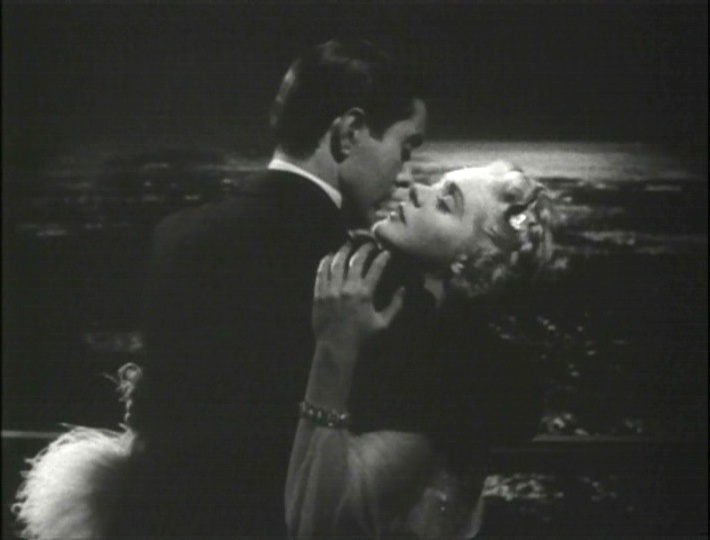
Tyrone Power omfamnar Alice Faye passionerat och kärleksfullt i filmen Alexander's Ragtime Band från 1938.

Romantikfilmer (på engelska: romance films, romance movies) är romantiska kärleksberättelser inspelade i visuell media för sändning på teater, biograf, persondator, surfplatta eller i TV. Fokuset ligger på passion, känslor och kärleksfulla romantiska förhållanden mellan protagonisterna och den resa som deras romantiska kärlek tar dem genom dejting, uppvaktning eller äktenskap. Handlingen i romantiska filmer brukar vara någon form av romantisk kärlekshistoria eller sökandet efter stark och ren kärlek samt romantik. Ibland möter huvudkaraktärerna ekonomiska hinder, drabbas av någon form av fysisk sjukdom eller möter olika former av diskriminering, psykologiska begränsningar eller hot från sina egna familjer som hotar att bryta deras kärleksförhållande.
Romantikfilmer har många subgenrer som romantisk komedi, romantisk thriller, romantisk action, romantiskt drama, historisk romantik och romantisk fantasi med flera.